# Artur Shaymuratov
Artur Shaymuratov, né le 4 mars 1993, est un coureur cycliste russe.

## Palmarès
- 2012
  - Classement général du Giro di Basilicata
- 2013
  - 2e du championnat de Russie sur route espoirs
- 2014
  - 3e du Tour international de Sétif

## Classements mondiaux
| Année           | 2014 |
| --------------- | ---- |
| UCI Africa Tour | 78e  |